# Афрагола
Афраго́ла (итал. Afragola) — город в Италии, расположен в регионе Кампания, подчинён административному центру Неаполь.
Население составляет 62 319 человек (на 2001 г.), плотность населения составляет 3464 чел./км². Занимает площадь 17,99 км². Почтовый индекс — 80021. Телефонный код — 00081.
Покровителем города почитается святой Януарий. Праздник города ежегодно празднуется 19 сентября.